# Nogales (Arizona)
Nogales ist eine Stadt im Santa Cruz County in Arizona, Vereinigte Staaten. Das U.S. Census Bureau hat bei der Volkszählung 2020 eine Einwohnerzahl von 19.770 ermittelt. Sie ist Sitz der County-Verwaltung. Das Stadtgebiet hat eine Größe von 53,9 km².
Nogales liegt direkt an der Grenze zu Mexiko. Nogales gilt als bedeutendster Grenzort Arizonas nach Mexiko. Ihm gegenüber liegt das deutlich größere mexikanische Nogales im Bundesstaat Sonora. Siehe auch: Grenze zwischen den Vereinigten Staaten und Mexiko

## Einwohnerentwicklung
| Jahr | Einwohner 1 |
| ---- | ----------- |
| 1980 | 15.683      |
| 1990 | 19.489      |
| 2000 | 20.878      |
| 2010 | 20.837      |
| 2020 | 19.770      |

Obwohl Nogales zu Arizona gehört, dominieren angesichts der Grenzlage die Hispanics die Stadt: laut dem US-Zensus von 2010  klassifiziert sich beinahe die komplette Bevölkerung als Hispanics. Ein bedeutender Teil der Einwohner von Nogales sind Mexikaner.
Die meisten Geschäfte der kleinen Innenstadt sind denn auch mit spanischen Beschriftungen versehen.

## Verkehr
Nogales liegt an der Interstate 19, zudem beginnt hier die Arizona State Route 82.

## Söhne und Töchter der Stadt
- Jack Hannah (1913–1994), Animator, Drehbuchautor und Regisseur
- Movita Castaneda (1916–2015), Filmschauspielerin
- Charles Mingus (1922–1979), Jazz-Bassist

## Sonstiges
Der Italo-Western Django des Regisseurs Sergio Corbucci aus dem Jahr 1966 mit Franco Nero in der Hauptrolle spielt in Nogales.